# Héctor Rodríguez (judoka)
Héctor Rodríguez Torres (ur. 12 sierpnia 1951 w Guanajay) – kubański judoka. Trzykrotny olimpijczyk. Złoty medalista z Montrealu 1976, piąty w Monachium 1972 i dziewiąty w Moskwie 1980. Walczył w wadze półlekkiej i lekkiej.
Brązowy medalista mistrzostw świata w 1973. Srebrny medalista igrzysk panamerykańskich w 1975 i brązowy w 1979. Triumfator igrzysk Ameryki Środkowej i Karaibów w 1978 i drugi w 1974 roku. 

## Letnie Igrzyska Olimpijskie 1972
| Konkurencja | Eliminacje             | Eliminacje           | Finały                       | Finały              | Klas. końcowa |
| Konkurencja | Przeciwnik I           | 1/4                  | 1/2                          | o 3 miejsce         | Miejsce       |
| ----------- | ---------------------- | -------------------- | ---------------------------- | ------------------- | ------------- |
| 63 kg       | Renato Repuyan (PHI) Z | Marian Tałaj (POL) Z | Jean-Jacques Mounier (FRA) P | Kim Yong-ik (PRK) P | 5.            |

## Letnie Igrzyska Olimpijskie 1976
| Konkurencja | Eliminacje             | Eliminacje                | Eliminacje         | Finały                 | Finały                  | Klas. końcowa |
| Konkurencja | Przeciwnik I           | Przeciwnik II             | 1/4                | 1/2                    | Finał                   | Miejsce       |
| ----------- | ---------------------- | ------------------------- | ------------------ | ---------------------- | ----------------------- | ------------- |
| 63 kg       | Emmanuel Abolo (CMR) Z | Marian Standowicz (POL) Z | José Gomes (POR) Z | József Tuncsik (HUN) Z | Chang Eun-kyung (KOR) Z | 1.            |

## Letnie Igrzyska Olimpijskie 1980
| Konkurencja | Eliminacje                 | Repasaże              | Klas. końcowa |
| Konkurencja | Przeciwnik I               | Przeciwnik I          | Miejsce       |
| ----------- | -------------------------- | --------------------- | ------------- |
| 65 kg       | Nikołaj Sołoduchin (URS) P | Jaroslav Kříž (TCH) P | 9.            |